# بورفینک
بورفینک (به آلمانی: Börfink) یک شهر در آلمان است که در بیرکنفلد واقع شده‌است. بورفینک ۱۸۸ نفر جمعیت دارد.